# Trichocolletes grandis
Trichocolletes grandis  is een vliesvleugelig insect uit de familie Colletidae.
De bij wordt ongeveer 13 millimeter lang. De soort komt voor in Zuid-Australië en het westen van New South Wales in dorre gebieden.